# London Interbank Offered Rate
A London Interbank Offered Rate (ou Libor) é uma taxa de juros referencial diária, calculada com base na média das taxas de juros oferecidas para grandes empréstimos entre os bancos internacionais que operam no mercado  de Londres. É muito utilizada, como referência, nas transações internacionais.
Sua versão definitiva é de 1986. Na época, a British Bankers Association (Associação dos Banqueiros Britânicos) pediu que os maiores bancos compartilhassem informações diárias sobre as taxas de juros que pagariam, quando tomassem empréstimos de outros bancos. Depois de eliminados os valores extremos, uma taxa média era determinada para o dia. 

## Cálculos com Libor
Para efetuar cálculos com a Libor   é necessário se atentar a uma série de detalhes:
- Quando se tem uma sobre taxa (spread) sobre a taxa Libor este deve ser calculado como um spread aditivo.
- A taxa Libor é divulgada em 7 diferentes prazos: 1 dia (over), 1 semana, 1 mês, 2 meses, 3 meses, seis meses e um ano. Para períodos não exatos são utilizadas interpolações lineares.
- A Libor é divulgada em cinco diferentes moedas: Dólar, Euro, Libra, Yen e Franco Suíço.
- A característica mais particular da taxa Libor é que para sua perfeita especificação são necessárias duas datas: a data de divulgação (issue date ou fix date) e a data de aplicação da taxa (value date).

## Manipulação da Libor
Desde o início de 2007, o Federal Reserve Bank e o Bank of England (os bancos centrais dos EUA e do Reino Unido) suspeitavam que houvesse sub-notificação da  LIBOR.  Em 2011, o Departamento de Justiça dos Estados Unidos começou uma investigação criminal. Graças a vazamentos de e-mails entre banqueiros, soube-se que as taxas estavam sendo manipuladas.
Em 18 de Outubro de 2019 , depois do Banco Central de Inglaterra ser implicado no caso da manipulação da LIBOR, a SFO (Serious Fraud Office) decide dar por concluido a investigação.
Neste caso, 13 traders e correctoras foram processados no Reino Unido, seis foram processados pelo DOJ, outros 11 traders processados por manipular a Euribor (taxa na Zona Euro equivalente à Libor).
Barclays - $450 Milhões
UBS -  $1.5 Bilhão
Royal Bank of Scotland - €250 Milhões
Deutsche Bank - €250 Milhões + $2.5 Bilhões
JP Morgan - $80 Milhões
Lloyds Banking Group - $370 Milhões